# Cseh képregények
A cseh képregény fejlődése a 20. század közepéig számos hasonlóságot mutat a magyarral, ám azt követően jelentősek az eltérések. Bár Csehszlovákiában sem nézte jó szemmel a képregényt a kommunista rendszer, néhány sorozat mégis fenn tudott maradni, és nem alakult ki a magyarországihoz hasonlóan virágzó hagyománya az irodalmi művek adaptációjának. A bársonyos forradalom utáni újraindulás már a külföldi import-sorozatokkal történő vetélkedés jegyében történt, és a mai cseh képregény helyzete nem sokban különbözik a magyartól, noha máshol keresi a kitörési pontokat.

## A II. világháború előtt
Mint más közép-európai országokban, Csehországban is a vicclapokban és az újságok humoros mellékleteiben találhatók a modern képregény előfutárai. Az 1920-as években Josef Lada, a híres Švejk-illusztrátor készített képes történeteket, elsősorban gyerekeknek. Ezekben még versbe szedett aláírások kísérték a képeket, de később már alkalmazta a szóbuborékokat is.
1933-ban, a Lidové noviny gyerekrovatában jelent meg Ondřej Sekora (1899-1967) máig népszerű karaktere, a Walt Disney-ihlette „Ferda Mravanec”, vagyis Ferda, a hangya (a karakter később mesekönyvekben és egy rajzfilmsorozatban is megjelent). 1938-ban indult a „Rychlé šípy”, vagyis Gyors nyilak sorozat, Jaroslav Foglar író (1907-1999) és Jan Fisher rajzoló (1907-1960) alkotása. Ez a realista rajzú képregény egy fiúcsapat kalandjait mutatta be. A német megszállást követően ez a két népszerű sorozat is szünetelni kényszerült, az összes többivel egyetemben. Sekorát, aki korábban német- és szovjetellenes karikatúrák egész sorát is jegyezte, kizárták az újságíró-szövetségből és munkatáborba deportálták.

## A kommunista Csehszlovákiában
Noha az ország felszabadítása után újra megjelentek a képregények, a kommunista rezsim 1948-tól lényegében ismét betiltotta a képregényeket. A Rychlé šípy megint leállt, és Ferda, a hangya is csak azon az áron folytatódhatott, hogy szerepet vállalt az ötéves tervben, és harcolt ellensége, az amerikai krumplibogár ellen. Az 1950-es évek végétől azonban egyre több gyerekképregény jelent meg, elsősorban az úttörők életét ábrázolva.
A hatvanas években kezdtek beszivárogni a nyugati képregények, és megihlették a fiatalabb alkotókat. Az 1935-ben született Kája Saudek volt az első, aki felnőttebb stílusban készített képregényeket, noha ezek közül többet is kénytelen volt félbehagyni, mert nem volt módja közölni őket. Elkezdett egy erotikus képregényt is, amelynek a hősnője, Muriel, erősen emlékeztetett Jean-Claude Forest Barbarellájára. Már 250 oldalnál tartott, amikor 1968-ban a Varsói Szerződés csapatai megszállták Csehszlovákiát, és a rendszer keményebb kézzel bánt a kultúrával. Így ennek a képregénynek akkoriban csak egy fekete-fehér előzetese jelenhetett meg egy hetilapban.
Saudek azonban nem adta fel, és egy történelmi témájú képregénnyel próbálkozott, a Robin Hood-szerű Lips Tullian figurájával. Ám ezt is betiltották, így kénytelen volt elvállalni a Zeman őrnagy tv-sorozat képregényváltozatának az elkészítését. Végül azonban ez sem jelenhetett meg, és Saudek hosszú időre eltűnt a hivatalos sajtóból. A cseh barlangkutató intézet segítette ki, amikor ártalmatlanul semmitmondó címlapok alatt kiadta néhány albumát. Ezek közül a legismertebb az Ondrej Neff forgatókönyve alapján készített "Arnal a dva dračí zuby" (Arnal és a két sárkányfog), amely magyarul is megjelent a Vampi magazinban.
1967-től újra kiadták a Rychlé šípy klasszikus történeteit, és Foglar új epizódokat is írt, amelyeket most már Marko Cermak rajzolt, és a gerincet alkották az első cseh ifjúsági képregénymagazinnak – ám ezt 1968 után leállították. Nagyobb sikerrel jár a "Čtyřlístek" (Négylevelű lóhere), az 1944-ben született Jaroslav Němeček alkotása. Ez a magazin olyan ártalmatlan történeteket tartalmazott, hogy a cenzúra nem tudta miért betiltani – csak ennyit ért el, hogy a lap rendszertelenül jelent meg, és nehéz volt beszerezni a kommunista időszakban.  Ezzel párhuzamosan kialakult egy underground mozgalom, alkalmi kiadványokkal, néhány ifjúsági lap pedig közölt sci-fi képregényeket. 

## A bársonyos forradalom után
1989-ben megszűntek a sajtót sújtó korlátozások, és azonnal százezres példányszámban jelentek meg képregények Csehszlovákiában, köztük Saudek korábbi munkái is. Gombamód szaporodtak a képregényújságok, amelyekben fiatal alkotók mutatkozhattak be, és ezzel párhuzamosan végre tömegesen ismerhették meg a cseh olvasók az amerikai comics-sorozatokat is.
Ám pár éven a cseh piac túl kicsinek bizonyult, és kiderült az is, hogy a nagyközönség számára a képregény még mindig egy gyerekes dolognak számít. Saudek elfordult a képregénytől, és erotikus magazinoknak készített illusztrációkat. Példáját követve az alkotók nagy része más területeken igyekezett kamatoztatni rajztehetségét. A hazai készítésű lapok közül egyedül a Čtyřlístek tudta megtartani pozícióit az import-képregényekkel szemben.
1996-ban jelent meg a '"Crew" (Vér) című képregényantológia, amely már az új helyzethez alkalmazkodva, jóval alacsonyabb példányszámban, kifejezetten a rajongókat szólította meg. Elsősorban klasszikus amerikai képregényeket közöl, de előfordulnak benne cseh szerzők is. Pár évvel később indult az "Aargh" és a "Pot" fanzin, amelyek viszont már kifejezetten a hazai termést igyekeznek bemutatni.
2003-ban indult az utóbbi időszak legsikeresebb és legbiztatóbb képregényes vállalkozása, az "Alois Nebel". Jaroslav Rudiš író és Jaromír 99 rajzoló közös műve egy vasúti alkalmazott életét meséli el fekete-fehér képregény formájában. A három kötetes munka igen népszerű lett, 12 ezer példányt adtak el belőle Csehországban. A képregény három szinten működik: bemutatja Közép-Európa történelmét az I. világháború óta, elmeséli az elmegyógyintézetben ápolt Alois Nebel személyes történetét és egy összetett, krimiszerű sztorit is tartalmaz, amelynek a főszereplője egy lengyel gyilkos. A képregény anyagából kiállítás is készült, amelyet számos európai városban is bemutattak.

## Cseh képregényalkotók adatlapjai
- Ondrej Sekora (angolul)
- Kaja Saudek (angolul)
- Jaroslav Nemecek (angolul)